# Saint-Pierre-des-Corps
Saint-Pierre-des-Corps è un comune francese di 15 789 abitanti situato nel dipartimento dell'Indre e Loira nella regione del Centro-Valle della Loira.

## Società

### Evoluzione demografica
Abitanti censiti